# Corral d'en Beina
El Corral d'en Beina és una obra de Banyeres del Penedès (Baix Penedès) inclosa a l'Inventari del Patrimoni Arquitectònic de Catalunya.

## Descripció
L'edifici presenta dues plantes. Els baixos tenen una portalada d'accés d'arc de mig punt amb una sèrie de finestres rectangulars. La planta noble presenta també diverses finestres rectangulars. Les cobertes són de dues vessants. La construcció és feta de paredat. Presenta també les dependències pròpies d'una masia catalana (celler, estable, etc.).

## Història
Segons les hipòtesis dels propietaris de la casa, l'edificació té el seu origen en un antic corral on es guardava el bestiar propietat de l'ermita del Priorat de Banyeres. L'edifici que es pot veure data del 1886, segons cita una inscripció que hi ha damunt la porta d'accés: "refunementada en el año 1886".